# Bahianita
La bahianita és un mineral de la classe dels òxids. Rep el seu nom de l'estat de Bahia, la seva localitat tipus.

## Característiques
La bahianita és un òxid de fórmula química Al₅Sb₃O14(OH)₂. És l'únic mineral conegut purament antimonat d'alumini. Es troba estructuralment relacionada amb la simpsonita. Cristal·litza en el sistema monoclínic. Es troba com a còdols en forma de fesol desgastats per l'aigua, de fins a 10 centímetres, amb estructura policristal·lina o radial fibrosa; també en forma de cristalls. La seva duresa a l'escala de Mohs és 9. Segons la classificació de Nickel-Strunz, la bahianita pertany a «04.D - Òxids amb proporció metall:oxigen = 1:2 i similars, amb cations de mida mitjana i plans que comparteixen els costats dels octàedres» juntament amb la simpsonita.

## Formació i jaciments
Es troba en sots com còdols desgastat als rierols i com a concentrats residuals per sobre de roca volcànica erosionada. Sol trobar-se associada a altres minerals com: cassiterita, cianita, diàspor, or, eskolaïta, quars, estaurolita i viridina. Va ser descoberta l'any 1978 al riu Pico das Almas, a Paramirim das Crioulas, Érico Cardoso (Bahia, Brasil).